# Virginia Rappe
Virginia Rappe (pronuncia-se /rəˈpeɪ/; 7 de julho de 1891 – 9 de setembro de 1921) foi uma modelo e atriz estadunidense de filmes mudos.

## Começo e carreira
Virginia Carolina Rapp nasceu em Chicago, filha de uma mãe não-casada. A sua mãe, chamada Mabel Rapp, morreu quando Virginia tinha apenas 11 anos de idade, o que fez com que ela fosse criada em Chicago por sua avó. Foi aos 14 anos de idade, em Chicago, que ela começou a trabalhar como modelo de comerciais.
Em 1916, ela mudou-se para San Francisco na tentativa de levar adiante a sua carreira de modelo. Foi em San Francisco que ela acabou conhecendo o designer Robert Moscovitz, e, em pouco tempo, tornaram-se noivos. Pouco tempo após o seu casamento, o seu noivo foi morto em um acidente de carro, o que fez com que ela se mudasse para Los Angeles. No começo de 1917, ela foi escolhida pelo cineasta Fred Balshofer, que deu a ela um papel proeminente no filme Paradise Garden, ocasião em que ela contracenou ao lado de Harold Lockwood.
Em 1918, O cineasta Fred Balshofer acabou contratando-a novamente para outro filme, o famoso Over the Rhine, onde ela contracenou ao lado de Julian Eltinge e o então novato Rudolph Valentino. Com este filme, ela ganhou o prêmio de "Best Dressed Girl in Pictures" (no inglês, algo como, "A Garota Mais Bem Vestida em Cena"). O filme não foi lançado até o ano de 1920, quando o diretor Fred Balshofer o editou do começo ao fim para lançá-lo sob o nome de "An Adventuress". Em 1922, o filme acabou sendo lançado sob outro nome, desta vez, "The Isle of Love".
Enquanto trabalhava na "Mack Sennett Comedies Corporation", Virginia Rappe teve inúmeras relações sexuais com pessoas do elenco e produção. Já em 1919, ela começou um relacionamento com Henry Lehrman, um produtor e diretor. Posteriormente, ambos casaram-se.
Ela apareceu em, aproximadamente, quatro filmes de Henry Lehrman: são eles, "His Musical Sneeze", "A Twilight Baby", "Punch of the Irish" e "A Game Lady". É possível também que ela tenha interpretado papéis adicionais nos filmes de Henry Lehrman, porém, como a maior parte dos filmes de Henry Lehrman foram perdidos, não há provas concretas de que isso tenha ocorrido.

## Morte
Em 1921, as circunstâncias da morte de Virginia Rappe tornaram-se um grande escândalo em Hollywood. A mídia da época também ajudou na divulgação do escândalo e sensacionalismo. No dia 5 de setembro de 1921, numa festa em comemoração ao Dia do Trabalho, Virginia Rappe acabou sofrendo um trauma na suíte de Roscoe "Fatty" Arbuckle - localizada no Hotel St. Francis, em San Francisco, Califórnia.
Ela morreu no dia 9 de setembro de 1921, devido a uma ruptura na bexiga e peritonite. Ela foi enterrada no "Hollywood Memorial Park Cemetery".
O que aconteceu na festa ainda não é totalmente esclarecido. Várias testemunhas, no decorrer dos anos, têm contado histórias diferentes, fazendo com que o mistério e a incerteza cresça ainda mais. Muitos alegaram que Roscoe "Fatty" Arbuckle agrediu Virginia Rappe sexualmente, causando a sua morte. Maude Delmont, a mulher que o acusou, acompanhou Virginia Rappe na festa. Ela havia conhecido Virginia apenas alguns dias antes. Aparentemente, Delmont não estava presente nos eventos que ela descreveu e, acima de tudo, ela não foi chamada para testemunhar em nenhum dos três julgamentos contra Roscoe Arbuckle.
Após três longos julgamentos, Roscoe Arbuckle acabou sendo absolvido. No decorrer dos anos, o caso de Roscoe Arbuckle tem sido examinado e estudado por diversos alunos e historiadores. O caso continua misterioso até os dias de hoje, e diversos livros procuram detalhar e analisar os três julgamentos contra Roscoe Arbuckle.

## Filmografia
| Ano  | Título                 | Papel                  | Notas                                |
| ---- | ---------------------- | ---------------------- | ------------------------------------ |
| 1916 | The Foolish Virgin     | Vendedora              | Não-creditada                        |
| 1917 | Paradise Garden        | Marcia Van Wyck        |                                      |
| 1919 | Fantasy                | Papel não determinado  |                                      |
| 1919 | His Musical Sneeze     | Filha de Woodrow Butts | Creditada                            |
| 1920 | A Twilight Baby        |                        |                                      |
| 1920 | An Adventuress         | Vanette                | Título alternativo: The Isle of Love |
| 1920 | The Kick in High Life  |                        | Não-creditada                        |
| 1920 | Wet and Warmer         | Papel não determinado  | Não-creditada                        |
| 1921 | The Punch of the Irish | Papel não determinado  |                                      |
| 1921 | A Game Lady            | Papel não determinado  |                                      |